# Ньютонівська нафта
Ньютонівська нафта (рос. нефть ньютоновская; англ. Newtonian oil; нім. Newtonsches Erdöl n) — нафта, яка підлягає лінійному закону в'язкого тертя Ньютона.
Протилежне — нафта неньютонівська.